# Jan Schmidt-Garre
Jan Schmidt-Garre (* 18. Juni 1962 in München) ist ein deutscher Regisseur und Produzent.

## Biographie
Jan Schmidt-Garre wurde als Sohn des Komponisten und Musikwissenschaftlers Helmut Schmidt-Garre und der 2023 verstorbenen Opern- und Theaterkritikerin Beate Kayser geboren. Er studierte von 1982 bis 1986 Philosophie an der Hochschule für Philosophie der Jesuiten in München (M. A. mit einer semiotischen Arbeit zu Wagners Der Ring des Nibelungen) und von 1984 bis 1988 Regie an der Hochschule für Fernsehen und Film in München, Spielfilmabteilung.
Während der Schulzeit und des Studiums arbeitete er als Regieassistent und Volontär bei den Regisseuren Rudolf Noelte, David Esrig, Joachim Herz, Jean-Pierre Ponnelle und Harry Kupfer (u. a. bei den Salzburger Festspielen, den Bayreuther Festspielen, an der Metropolitan Opera, New York, und an der Dresdner Staatsoper).
Bei dem Dirigenten Sergiu Celibidache studierte er Dirigieren und Musiktheorie in öffentlichen Kursen und Privatstunden in Mainz, München und Paris.
Im Jahr 1988 gründete Schmidt-Garre die Produktionsfirma Pars Media, die mit Dokumentar- und Spielfilmen zu Themen der Musik und Kunst internationales Renommée erlangte und mit vielen Preisen ausgezeichnet wurde, unter anderen mit einer Nominierung zum Deutschen Filmpreis, sowie Hauptpreisen auf den Filmfestivals von Chicago, Paris, Monte Carlo, Ohio, München und Prag. Die Filme wurden in über dreißig Ländern ausgestrahlt, sie wurden im Kino gezeigt und auf Laser Disc, VHS, DVD und online veröffentlicht.
Schmidt-Garre inszeniert regelmäßig Opern in Deutschland und der Schweiz.
Schmidt-Garre ist Mitglied der Deutschen Filmakademie und übernimmt regelmäßig Lehraufträge für Regie und Ästhetik (u. a. an der HFF in München und an der Athanor Akademie für Theater, Film, TV in Passau). Er ist mit der Kunsthändlerin Philomene Magers verheiratet. Sie haben zwei Kinder und leben in Berlin.

## Filmographie (Auswahl)
- 360° Figaro, VR-Oper mit Jacquelyn Wagner, 2018, 25 Minuten
- Aida’s Brothers & Sisters, Musikfilm, 1999, 90 Minuten
- Die Alchemie der Musik, Musikfilm mit Alfred Brendel, Ermonela Jaho, Jean-Rodolphe Kars, Stephen Kovacevich, Sir Antonio Pappano, Francesco Piemontesi und Maria João Pires, 2024, 90 Minuten
- Der atmende Gott – Reise zum Ursprung des modernen Yoga, Dokumentarfilm, 2012, 105 Minuten
- Belcanto – Die Tenöre der Schellackzeit, Serie von Sängerportraits, 1996, 390 Minuten. Preise beim Columbus International Film Festival und bei "Classique en images", ICMA Award
- Bruckners Entscheidung, Spielfilm, 1995, 80 Minuten
- Celibidache – Man will nichts, man lässt es entstehen, Dokumentarfilm, 1992, 100 Minuten. Nominiert für den Deutschen Filmpreis, Midem Classical Award, Silbermedaille beim Chicago International Film Festival
- Chopin at the Opera, Filmessay, 2010, 60 Minuten
- Fidelio, Filmversion einer Inszenierung mit Jacquelyn Wagner, Norbert Ernst und Roman Trekel, 2018, 115 Minuten, Bühnen- und Filmregie Jan Schmidt-Garre
- Fuoco sacro – Suche nach dem heiligen Feuer des Gesangs, Musikfilm mit Ermonela Jaho, Barbara Hannigan und Asmik Grigorian, 2021, 92 Minuten
- Furtwänglers Liebe, Filmessay, 2004, 70 Minuten. Preis beim "Golden Prague"
- Der Gefesselte, Tanz-Spielfilm mit Saburo Teshigawara, nach einer Erzählung von Ilse Aichinger, 2002, 45 Minuten
- Home Music Berlin, Musikfilm und Konzertserie mit Francesco Piemontesi, Christian Tetzlaff, Jacquelyn Wagner, Roman Trekel, Iddo Bar-Shai, Severin von Eckardstein, Elsa Dreisig, Olena Tokar, Sharon Kam, Matan Porat, Tabea Zimmermann u. v. a., 2020/21, 60 + 14 × 60 Minuten
- The Inner Film, Serie von musikalischen Film-Essays mit Zlata Chochieva, Francesco Piemontesi, Ermonela Jaho, Barbara Hannigan, Asmik Grigorian u. v. a., 2017–...
- Legato – The World of the Piano, Serie von Pianistenportraits und Konzerten, 2006-08, 720 Minuten
- Long Shot Close Up – Andreas Gursky, Künstlerportrait, 2010, 60 Minuten
- Maß – Farbe – Licht, Künstlerportrait, 1992, 45 Minuten
- No More Wunderkind – Sergei Nakariakov, Musikfilm, 2004, 60 Minuten
- Opera Fanatic, Opern-Roadmovie, 1998, 90 Minuten. Preise beim Internationalen Dokumentarfilmfestival München und beim "Golden Prague" (Czech Crystal)
- Olafur Eliasson - Notion Motion, Künstlerportrait, 2005, 30 + 60 Minuten
- Sophia – Biographie eines Violinkonzerts, Dokumentarfilm mit Sofia Gubaidulina und Anne-Sophie Mutter, 2008, 60 Minuten. Nominiert zum Prix Italia
- Super Leben, Dokumentarfilm, 2014, 60 Minuten
- This not that - The Artist John Baldessari, Künstlerportrait, 2005, 90 Minuten
- Das Versprechen – Architekt BV Doshi, Dokumentarfilm, 2023, 90 Minuten